# Álvaro de Orriols
Álvaro de Orriols Lletget (en catalán: Àlvar d’Orriols; Barcelona, 1 de enero de 1894 - Bayona, 18 de noviembre de 1976) fue un dramaturgo, poeta y músico español que ejerció otras disciplinas artísticas y culturales como el dibujo y la escultura.

## Biografía
Nació en Barcelona, en el número 53 del Paseo de Gracia (casa de la Marqueza). Provenía de una familia acomodada barcelonesa, hijo de notario y nieto de abogado, diputado en Cortes. Desde niño cursó sus estudios en el pensionado de los hermanos Maristas de Mataró -Colegio Valldemia- allí fue donde aprendió muy bien el francés, lengua que más tarde le servirá para mucho en su vida.
No quiso seguir la trayectoria profesional familiar y publica muy pronto, como periodista, sus primeros trabajos en revistas y diarios de Barcelona (Actualidad Gráfica, España Teatral y Catalana, entre otros). Y, al mismo tiempo, de joven ya debutó en el teatro, en el que obtuvo muchos éxitos y un reconocido prestigio.
Cuando tenía sólo 25 años empezó su carrera teatral, en 1919, en el Teatro Fuencarral, de Madrid, con el estreno de La Daga, una traducción al castellano de la famosa obra de Frederic Soler «Pitarra», Lo ferrer de tall. Obra que más tarde convirtió en drama lírico, en colaboración con el escritor y filósofo Francesc Pujols, con música del maestro Enric Morera, estrenada en el Teatro Victoria, de Barcelona. Ambas lograron un verdadero éxito.
Componía, tocaba muy bien el violín y también el piano, pero sobre todo se sentía poeta. Periódicos y revistas publicaron versos suyos. Muy pronto publicó su libro de poesías Nervio (1921), gracias a los editores de Barcelona Ortega Hermanos y Castillón.
En 1922 se casó con Manuela Colorado, que era madrileña, por lo que vivieron en Madrid. Tuvieron dos hijos, Álvaro y Mercedes.
La prensa de la época -ABC, Blanco y Negro, La Publicidad, La Vanguardia...- siempre destacó Álvaro de Orriols como el impulsor del teatro popular y de masas y como un creativo incansable. Un hombre capaz de escribir, recitar y actuar cuando faltaba un actor y tocar el violín como nadie.
Su prestigio y popularidad, sobre todo en los años treinta del siglo pasado, le supuso un gran reconocimiento popular que hizo que, en varias ocasiones, el público que asistía al teatro a ver sus obras -que componía y dirigía- fuera elevado y llevado a los hombros para darle una vuelta al edificio del teatro donde se representaba la función de forma parecida con lo que se hacía con los grandes toreros de aquella época. Así ocurrió con el estreno en Madrid de Rosas de sangre (2 de mayo de 1931), lo que valió ser vitoreado y conducido en volandas desde las puertas del teatro hasta la Puerta del Sol.
Con su familia, el 23 de enero de 1939, al final de la guerra civil española, emprende un largo camino hacia el exilio hasta Bayona, en el País Vasco Norte (Estado francés), donde vivió hasta su muerte y donde siguió escribiendo, en castellano y catalán. Cabe resaltar, la traducción al catalán de Cyrano de Bergerac, de Edmond Rostand; y de Yerma y La casa de Bernarda Alba, de Federico García Lorca, así como dos obras originales: L’hostal del mar (El hostal del mar) y La guerra sens homes (La guerra sin hombres), entre muchas otras como, por ejemplo, algunos poemas de Rubén Darío.
En el libro Las Hogueras de Perthus. Diario de la evacuación de Cataluña (en castellano, francés y catalán) explicó magistralmente su éxodo dramático. El libro, que además está ilustrado por numerosos dibujos hechos por el propio Orriols, es un diario en el que se cuentan anécdotas, vivencias, sentimientos, emociones… que sitúan al lector dentro de un desgraciado episodio de nuestra historia en el que, con reflexiones, diálogos, narraciones… se hace una crónica —escrita e ilustrada— de un largo y tortuoso camino: el exilio. El nombre del libro viene dado porque, según Orriols, los exiliados cuando ya entraban en Francia, y concretamente en El Pertús, por la noche encendían hogueras para calentarse. De lejos, se observaba una retahíla de hogueras a la altura, precisamente, de El Pertús.
Su filosofía de vida y sensibilidad social le hizo un gran defensor de la justicia, la libertad y de los valores democráticos y republicanos, lo que hizo que se exiliara a Francia terminada la guerra civil. Así, a principios del año 1939, con su familia, emprendió el tortuoso camino del exilio: Barcelona, Hostalrich, Gerona, Figueras, La Junquera, Le Perthus, Perpiñán, Bayona…
El 10 de octubre de 1947 escribe el poema President Companys. In memoriam, en catalán, para una publicación francesa, que fue un homenaje al presidente de la Generalidad de Cataluña (fusilado por el nuevo régimen de Franco), Lluís Companys, y una crítica al Estado español franquista y, al mismo tiempo, un recuerdo por su Cataluña natal.
Murió en 1976, a la edad de 82 años, sin poder ver reflejada su voluntad de volver de nuevo a su país en democracia y cuando estaba traduciendo una obra suya al catalán, La cançó del corsari (La canción del corsario). 
También era un hábil esperantista, y tradujo las obras de varios escritores a esta lengua de lo que fue delegado por el Departamento de los Pirineos Atlánticos. Aquello le ocupó mucho tiempo en las horas amargas del destierro, pues se carteaba con intelectuales como él, y ese intercambio le permitía evadirse un poco de la monotonía en que se había convertido en su vida. Tradujo a ese idioma el Romancero gitano de García Lorca.
Además del esperanto, hablaba otros siete idiomas: catalán, castellano, francés, italiano, inglés, alemán y latín.

## Relaciones ilustres
Siempre fue una persona muy apacible, con un carácter muy abierto, por lo que tuvo muchos amigos y conocidos. Entre ellos: Enrique Rambal, los hermanos Quintero, Manuel y Antonio Machado, Rafael Alberti, Amadeu Vives, Federico García Lorca, Salvador Dalí, Rafael Alberti, Ramón del Valle-Inclán, Jorge Luis Borges, José Ortega y Gasset, Jacinto Benavente, etc. Una gran amistad le unió siempre a Enrique Reoyo, con quien repartió y obtuvo muchos aplausos. Pero sus grandes amigos, quienes compartieron juntos su juventud y sus sueños de artista, fueron Jacinto Guerrero y Benito Perojo. Nunca olvidó los consejos de Pompeu Gener, gran amigo, que siempre le alentó y se emocionaba cuando leía los primeros versos.

## Su obra
- 1919: La Daga. Drama en tres actos, estrenado en Madrid, en el Teatro Fuencarral. Obra traducida y adaptada de Frederic Soler «Pitarra». Colabora con Francesc Pujols y Enric Morera. Esta misma obra se estrenó con gran éxito en el Teatre Victòria de Barcelona. Algunos de sus amigos de esa época son Enrique Rambal, los hermanos Quintero, Antonio Machado, Rafael Alberti, Amadeu Vives, entre otros.

- 1921: Nervio. Su primer libro de poesía.

- 1925: El Mastín de la Pedrosa. Presenta y estrena la primera zarzuela, con música de Francisco Capo, en el Teatro Novedades de Madrid.

- 1925: Costa Brava. Zarzuela en el Teatro El Cisne de Madrid. Orriols y Capo triunfaron y llegaron a salir a hombros del público. El día 8 de septiembre, ABC cita que el autor Álvaro de Orriols actúa como actor por la enfermedad del señor Monjardín, que hacía el papel de Onofre. A Álvaro de Orriols la actuación le sale bordada y tiene un sonado éxito, y se revela así como un gran actor.

- 1927: Pescadora de Ubiarco. Zarzuela estrenada en el Teatro El Cisne de Madrid con la colaboración de Enrique Reoyo y el maestro Tena.

- 1927: El Caudillo del Urbión. Zarzuela estrenada en el Teatro Maravillas de Madrid, con música de José María Tena.

- 1930: Athael. Drama fantástico presentado en verso en el Teatro Fuencarral de Madrid que le consagra como un gran poeta.

- 1931: Rosas de Sangre. Drama político presentado en el Teatro Fuencarral de Madrid. Fue un éxito apoteósico que produjo tal sensación y entusiasmo que el público que llenaba la sala subió al escenario, al final de la representación, para llevarlo a hombros hasta la Puerta del Sol.

- 1931: Los enemigos de la República. Continuación del drama de Rosas de Sangre, estrenado en el Teatro Libertad de Valencia. Esta obra también está representada en Madrid, en el Teatro Maravillas, por la compañía de la actriz Concha Olona. Marcha a Argentina, donde la representa en el Teatro Mayo de Buenos Aires. Fue un clamoroso éxito en todas partes.

- 1934: Cadenas. Estreno de este drama histórico en el Teatro Español de Madrid. Es dirigido por Arturo de la Riva.

- 1935: La Moza Esquiva. Zarzuela estrenada en el Teatro Fuencarral de Madrid, con letra y música del propio Álvaro de Orriols, armonizada por el compositor Enrique Sanz y con la dirección de Carles Oller.

- 1935: Cómicos. Un documento excepcional sobre la vida teatral desde dentro, que estrena en algunas provincias, incluida Barcelona.

- 1936: La Dida. Tenía proyectado estrenar esta obra en el Teatro Español de Madrid en 1936, con Margarita Xirgu. La guerra lo impide.

- 1936: Máquinas. Drama social representado en el Teatro Europa de Madrid, en el Teatro Apolo de Barcelona y en el Teatro de la Comedia de Valencia. En las tres ciudades logró una gran acogida. El Mundo Deportivo de 30 de octubre de 1936 considera esta obra una gran acción social y destaca por primera vez que hay más de ciento cincuenta figurantes y que es un gran trabajo «como nunca nadie ha realizado». De esta obra teatral se realizaron más de cincuenta representaciones.

- 1937: España en pie. La representó en el Teatro Apolo de Barcelona la Compañía Salvador Sierra y recorrió durante todo un año muchas ciudades y pueblos de Cataluña. También se representó en el Teatro Pavón de Madrid y en La Salle Pleyel de París. Se realizaron más de doscientas representaciones.

- 1937: Retaguardia. Representada en el Teatro Español de Barcelona y en el Teatro Pavón de Madrid.

### Exilio
- 1945-1963: Artículos políticos antifranquistas en algunas publicaciones del exilio republicano (España Combatiente y El Socialista Español de París, Socialismo y Revolución de Lieja).

- 1950: Campanarios. Escribe una novela larga (inédita).

- 1970: Cyrano de Bergerac. Traducción en catalán de la obra de Edmond Rostand, editorial Milà, Barcelona.

- 1972: La casa de Bernarda Alba. Traducción al catalán de la obra de Federico García Lorca, editorial Milà, Barcelona.

- 1972: L’hostal del Mar. Obra de teatro. Editorial Milán.

- 1974: La guerra sens homes. Editorial Milán.

- 1995: Las feux du Perthus.Journal de l'exode espagnol. Editorial La Bruyère, París. De lectura recomendada en los institutos de Francia.

- 2008: Las Hogueras de Perthus. Diario de la evacuación de Cataluña. Editorial Edicios do Castro.

- 2011: Las feux du Perthus. Journal de l'exode espagnol. Ediciones Privat, Francia.

- 2014: Les fogueres del Pertús. Diari de l’evacuació de Catalunya. GORBS Comunicació i Edicions

- 2024: Las hogueras de El Pertús. Ilustrado por Alberto Vázquez García. Siero (Asturias)

### Traducciones
- Poesías de Rubén Darío (sin editar)

- El Romancero Gitano, García Lorca (sin editar)

- Romances de nuestra guerra, poesia (sin editar)

- Traducciones al catalán de diferentes autores.